# 寧越駅
寧越駅（ヨンウォルえき）は、大韓民国江原特別自治道寧越郡にある、韓国鉄道公社太白線の駅である。

## 駅構造
- 島式ホーム1面2線の地上駅である。

## 歴史
- 1956年1月17日：営業開始。
- 2015年1月22日：旌善アリラン列車（A-train）運行開始[1]。

## 隣の駅
韓国鉄道公社
太白線
双龍駅 - (淵堂駅) - (清冷浦信号場) - 寧越駅 - (炭釜信号場) - (蓮下信号場) - (石項駅) - 礼美駅